# Champion's Cup
Champions Cup är en cup i ishockey för damer mellan den svenska mästaren och vinnaren av Isobel Cup. Cupen introducerades 2018 som ett samarbete mellan Svenska damhockeyligan och National Women's Hockey League och den första cupen någonsin där två mästarlag från professionella damhockeyligor möter varandra.

## 2018
Ursprungligen planerades en matchserie i tre matcher som skulle spelas i Luleå, men efterhand kom det att ändras till en match som spelades i Princeton, New Jersey. NWHL representerades av vinnarna av Isobel Cup, Metropolitan Riveters medan Luleå Hockey representerade SDHL. Luleå vann med 4–2 (0–0, 2–2, 2–0). Michelle Karvinen gjorde Luleås två första mål, Kelly Nash och Kristin Lewicki kvitterade för Riverters. Noora Tulus steg fram som matchvinnare genom att sätta 3–2 drygt tolv minuter in i den tredje perioden. Metropolitan Riveters kunde inte kvittera en tredje gång, istället satte Emma Nordin punkt för matchen genom att slå in 4–2 i tomt mål.